# Luperina juncta
Luperina juncta là một loài bướm đêm trong họ Noctuidae.